# Norman Felton
 (février 2017).
Si vous disposez d'ouvrages ou d'articles de référence ou si vous connaissez des sites web de qualité traitant du thème abordé ici, merci de compléter l'article en donnant les références utiles à sa vérifiabilité et en les liant à la section « Notes et références ».
Pour les articles homonymes, voir Felton.
Norman Felton est un scénariste, réalisateur et producteur de séries télévisées anglais, né le 29 avril 1913 à Londres et mort le 25 juin 2012 à Santa Barbara.

## Biographie
Né d'un père lithographe, John et d'une mère femme de ménage, Gertrude Ann, Norman Felton quitte très tôt l'école à l'âge de 13 ans afin d'aider financièrement sa famille. En 1929, la famille émigre aux États-Unis dans la ville de Cleveland en Ohio. Après plusieurs métiers dont celui de routier, il s'inscrit à l'université de l'Iowa. Il en ressortira diplômé d'une licence en lettre en 1940 et d'une maîtrise en 1941. Côté vie privée, il épouse Aline Stotts en 1940. Cette dernière lui donnera trois enfants : Julie Ann en 1948, John Christopher en 1953 et Aline Elizabeth en 1957.
Sa carrière dans le monde des spectacles commence vers la fin des années 1940 en dirigeant des pièces de théâtre communales. Il devient ensuite producteur de programmes radios pour la chaîne NBC à Chicago. En 1950, il déménage à New York afin de devenir réalisateur de séries télévisées en direct. Il obtient d'ailleurs en 1952 un Emmy Award pour la série Robert Montgomery Presents.
Mais sa carrière va connaître un pic de popularité au début des années 1960 en devenant producteur exécutif de deux gros succès : Docteur Kildare avec Richard Chamberlain mais surtout Des agents très spéciaux avec Robert Vaughn et David McCallum et sa série dérivée Annie, agent très spécial avec Stefanie Powers. Mais après ces succès, c'est le déclin après l'annulation prématurée de Strange Report co-production avec la Grande-Bretagne sur laquelle il misait beaucoup.
Au cours des années 1970, il ne produira plus que quelques téléfilms et la série Hawkins avec James Stewart pour la saison 1973 / 1974. En 1997, il est récompensé pour l'ensemble de sa carrière par les Producers Guild of America avec le prix du Honorary Lifetime Membership.

## Filmographie

### Séries télévisées
- 1957-1958 : Studio One (16 épisodes)
- 1958 : Pursuit (10 épisodes)
- 1959 : Peck's Bad Girl (1 épisode)
- 1961-1966 : Docteur Kildare (191 épisodes)
- 1963 : The Eleventh Hour (3 épisodes)
- 1963-1964 : The Lieutenant (29 épisodes)
- 1964-1968 : Des agents très spéciaux (105 épisodes)
- 1966-1967 : Jericho (16 épisodes)
- 1966-1967 : Annie, agent très spécial (29 épisodes)
- 1969-1970 : Strange Report (16 épisodes)
- 1973-1974 : Hawkins (8 épisodes)